# Експресіонізм (література)
Експресіонізм в літературі — цілий комплекс течій і напрямів в рамках європейського модернізму початку XX століття. Часто мову ведуть про німецький експресіонізм, так як експресіонізм став панівною літературною течією саме в німецькомовних країнах — Німеччині та Австрії
До експресіонізму відноситься творчість німецькомовної «празької школи». Празьких письменників (Франц Кафка, Густав Майрінк, Лео Перуц, Альфред Кубін, Пауль Адлер, а також Карел Чапек) при всій несхожості їх творчих установок об'єднує інтерес до ситуацій абсурдної клаустрофобії, фантастичних сновидінь, галюцинацій. Окремі письменники-експресіоністи працювали і в інших європейських країнах — Росії (Л. Андрєєв, Є. Замятін), Польщі (Т. Міцинський) та ін.